# 錢開宗
钱开宗（？—1658年），字亢子，號繩菴，浙江仁和县（今杭州市）人。清朝初年政治人物。

## 生平
曾祖钱立，嘉靖乙丑進士，官广西按察司副使。祖钱养廉，万历己丑进士，吏部员外郎。父钱德昌，崇祯三年举人。
崇祯十二年己卯科舉人，十三年与伯父钱喜起同登庚辰科会试，但未殿试。清顺治九年（1652年）中壬辰科进士，选庶吉士，官翰林院检讨。顺治十四年（1657年）充丁酉科江南乡试副考官。榜发，物议沸腾，爆发科场案。顺治帝下令严惩。次年处斩。